# Huracán (álbum)
Huracán es el tercer álbum de estudio de Vicky Larraz. Fue publicado en 1989 y producido por Steve Taylor, Julián Ruiz y los hermanos Bolland & Bolland, y se grabó en Madrid, Londres y Alemania. Este disco tuvo menos éxito que su predecesor. El single de presentación fue  El amor es el huracán y Mucha mujer para ti, tercer single, fue un éxito en México interpretada por Bibi Gaytán. Coincidiendo con el lanzamiento del disco, prestó su voz al jingle La radio al sol para Los 40, llegando a ser más radiada que su propio single, lo que afectó negativamente a la recepción del disco. Algunas versiones en inglés de canciones del LP aparecen en la reedición del álbum incluida en el Box Set recopilatorio Llévatelo Todo publicado en 2015. Fue calificado como el mejor álbum de la carrera de Vicky Larraz.
[cita requerida]

## Lista de canciones
LP Original 1989
| #  | Título                 | Compositor(es)                 | Duración |
| -- | ---------------------- | ------------------------------ | -------- |
| 1  | Bésame                 | Rob Bolland / Ferdi Bolland    | 4:16     |
| 2  | Mucha mujer para ti    | Carlos Rodríguez / Manuel Mené | 4:50     |
| 3  | Mi dulce doctor        | R. Mack                        | 4:12     |
| 4  | Maldita timidez        | Vicky Larraz / Steve Taylor    | 3:37     |
| 5  | Cables de alta tensión | Rob Bolland / Ferdi Bolland    | 3:50     |
| 6  | El amor es el huracán  | Carmelo López                  | 4:43     |
| 7  | Celos                  | Rob Bolland / Ferdi Bolland    | 5:09     |
| 8  | Deporte del amor       | Arnie Roman                    | 3:31     |
| 9  | Sólo promesas          | B. Ocean / B. Findom           | 4:07     |
| 10 | Tarde                  | Steve Taylor / Vicky Larraz    | 4:15     |

Llévatelo todo (Reedición 2015)
| #  | Título                                        | Compositor(es)              | Duración |
| -- | --------------------------------------------- | --------------------------- | -------- |
| 11 | Superman (Bésame)                             | Rob Bolland / Ferdi Bolland | 3:48     |
| 12 | Love is in my eyes (El amor es el huracán)    | M. Gubinelli                | 4:37     |
| 13 | Lately (Tarde)                                | Steve Taylor / Vicky Larraz | 4:09     |
| 14 | I'm not invisible (Maldita timidez)           | Steve Taylor / Vicky Larraz | 3:49     |
| 15 | Lets play the game of love (Deporte del amor) | Arnie Roman                 | 3:46     |

## Versiones
El 22 de febrero de 2019, se publica "Solo promesas" en sencillo digital, una nueva versión regrabada por Vicky Larraz & Ole 'Star junto con la colaboración del artista urbano Layonel.